# 12AU7
12AU7（ヨーロッパではマラード・フィリップス ECC82）はミニチュア9ピン(EIA-B9A)ベースで中程度の利得が得られる双三極真空管。6C4/EC90三極管が2組封入されたものに相当する。

## 開発・性能

12AU7のベース ピン配置図

12AU7は同じピン配置（RETMA 9A）を持つ双三極真空管ファミリーに属している。
米軍の5814Aや欧州の特殊品質ECC82、E182CCなど、名称の異なる同等品が多数あり、同じものもあれば、頑丈さ、長寿命などの特徴を生かして設計されたものもある。
この真空管は、6C4/EC90三極管が2組封入されたものに相当する。しかし、6C4/EC90は、メーカー資料では「150MHzまでの周波数用の特殊品質で高周波パワーアンプまたは発振器用途」と正式に記述されている。一方、12AU7は、「オーディオ周波数用途の双三極管」と記述されている。
データシートでは、12AU7/ECC82の上限周波数は30kHzとされており、「特別品質」デバイスとは記載されていない。 これは、VHFまで動作する高周波デバイスである6AB4/EC92と12AT7/ECC81と対照的である。

## 用途
12AU7はHi-Fi用真空管として人気があり、低ノイズ・ラインアンプ、ドライバー（特にトーンスタック用）、真空管プッシュプルアンプ回路のフェイズインバータで使われている。
ECC82や5814Aなどの特殊品質品は、半導体以前のデジタルコンピュータ回路に広く使用された。例えば、デジタルコンピュータ用では、スイッチング動作による論理演算回路用途でほとんど低電流モードに切り替えてもカソード劣化を起こさず長寿命になるように設計されているが、伝達特性の直線性、2セクション間のマッチング、マイクロフォニーなど、線形用途でのみ関心のあるパラメータにはほとんど注意が払われていないなど、設計目的以外での使用は最適とはいえない場合がある。
12AU7双三極管ファミリーのフィラメントはセンター分岐形なので、6.3V 300mA（並列接続にした場合）、12.6V 150mA（センターを使用せずに直列にした場合）のいずれのヒーター回路にも使用可能である。
12AU7は、ロシア (エレクトロ・ハーモニックス ブランド)、スロヴァキア(JJエレクトロニック)、中国で製造されている。

## 参照
- 12AX7
- 12AT7